# Markéta Juřicová
Markéta Juřicová (* 10. září 2000 Ostrava) je česká levicová politička a aktivistka, členka a spolupředsedkyně strany Levice.

## Osobní život a kariéra
Narodila se v září 2000 v Ostravě, pochází ale z Orlové. Na střední škole studovala malbu, ale z finančních důvodů byla nucena školu opustit a začít pracovat. Živila se poté jako cukrářka nebo pracovnice lakovny letadel, v roce 2019 začala pracovat jako kuchařka.
V roce 2021 se uvádí bydlištěm v Orlové, zaměstnáním kuchařka, v roce 2024 se bydlištěm uvádí v Praze, zaměstnáním vedoucí prodejny s outdoorovým zbožím.
Markéta Juřicová je zasnoubená. Jejími koníčky jsou kromě politického aktivismu také vaření, pečení a cizí jazyky. Kromě angličtiny hovoří také německy, španělsky a italsky.

## Politické působení
V roce 2018 na festivalu Prague Pride měla transparent s nápisem „Fuck gender, take a molotov, burn the police,“ (česky „kašli na gender, vezmi si molotov, zapal policii“), za což čelila obvinění z podněcování k trestné činnosti.
V prosinci 2019 se stala členkou Strany demokratického socialismu (od února 2021 pojmenované Levice), na jaře 2021 se stala spolupředsedkyní strany. Ve sněmovních volbách v roce 2021 kandidovala jako členka strany Levice na 2. místě její kandidátní listiny v Olomouckém kraji. Získala 14 preferenčních hlasů a nebyla zvolena. V evropských volbách v roce 2024 poté kandidovala na druhém místě kandidátky Levice za Janem Májičkem. Získala celkem 100 preferenčních hlasů a nebyla zvolena. Ve sněmovních volbách v roce 2025 je lídryní kandidátní listiny Levice v Moravskoslezském kraji.
K roku 2025 byla členka výkonného výboru strany a také členka Rady předsedů Strany evropské levice. Kromě toho je členkou Socialistické Solidarity a členkou redakční rady časopisu Solidarita. Odmítá spolupráci s KSČM, kterou kritizuje zejména za její údajnou spolupráci s krajní pravicí. Jinak ale zastává silně levicové názory. Je rovněž aktivistkou, podílela se na kampani proti developerské společnosti a obecně se angažuje v tématu bydlení.